# Nelson Motta
Nelson Cândido Motta Filho (San Paolo, 29 ottobre 1944) è un giornalista, produttore discografico e compositore brasiliano.

## Biografia
Partecipò al movimento della bossa nova scrivendo testi per Edu Lobo e Dori Caymmi. In seguito fu uno degli iniziatori del rock brasiliano conosciuto come jovem guarda che negli anni sessanta si contrappose alla nascente MPB. 
Lavorò come produttore, compositore (con oltre 300 brani all'attivo), ghostwriter, manager e impresario con alcuni dei grandi nomi della musica brasiliana: Elis Regina, Roberto Carlos, Rita Lee, Guilherme Arantes, Gal Costa, Daniela Mercury e Marisa Monte, quest'ultima scoperta proprio da lui sul finire degli anni ottanta. Nel 1975 realizzò l'evento musicale Hollywood Rock, che vide la partecipazione di diversi artisti musicali brasiliani, applauditi da oltre 40.000 persone.
Fu direttore artistico di alcune etichette discografiche brasiliane come Warner Music e PolyGram.
Fu uno degli sceneggiatori del telefilm Società a irresponsabilità illimitata.
Nel 1986 fu supervisore di Mixto Quente, evento musicale ispirato al festival Rock in Rio: vi parteciparono, tra gli altri, Lulu Santos, Cazuza, RPM, Legião Urbana, Ultraje a Rigor, Rita Lee, Kid Abelha, Titãs, Marina Lima, Ritchie (che ebbe anche modo di duettare con Jim Capaldi), Vinicius Cantuária, Guilherme Arantes, Kiko Zambianchi.
Autore di molti testi di riferimento sulla storia della musica brasiliana (fra cui  Vale Tudo - O Som e a Fúria de Tim Maia), tenne a lungo una rubrica nel corso di Jornal da Globo, il seguitissimo notiziario notturno di Rede Globo.
Compose alcuni musical, tra cui O frenético Dancin' Days; è suo anche il testo di Dancin' Days, la canzone usata come sigla della telenovela omonima. Scrisse inoltre le musiche di Como uma Onda (per Lulu Santos), Coisas do Brasil (per Guilherme Arantes) e Um Novo Tempo (brano utilizzato per tanti anni da TV Globo a partire dal 1971 come sigla delle trasmissioni speciali della notte di Capodanno, eseguita da Marcos Valle e Paulo Sérgio Valle). 
Nel 2016 gli fu assegnato uno speciale Latin Grammy. 

## Vita privata
Nelson Motta si è sposato quattro volte: dal primo matrimonio è nata la figlia maggiore Joana, mentre con la seconda moglie, l'attrice Marília Pêra, ha generato le altre due figlie, Esperança e Nina. Da giovane è stato sentimentalmente legato a Elis Regina. Negli anni 80 ha vissuto per un breve periodo a Roma.

## Curiosità
- La sua segretaria Luiza è stata la seconda moglie di Guilherme Arantes; fu anche membro del gruppo musicale Gang 90 e as Absurdettes.

## Principali pubblicazioni
- (PT) Nelson Motta, Noites Tropicais - Solos, improvisos e memórias musicais, 1ª ed., Rio de Janeiro, Objectiva, 2000,  pp. 461 pp., ISBN 85-7302-292-2.
- Nelson Motta, Vale Tudo - O Som e a Fúria de Tim Maia , Editora Objet, 2007